# Atiye Sultan
Atiye Sultan (turco ottomano: عطیه سلطان, lett. "dono"; Istanbul, 2 gennaio 1824 – Istanbul, 11 agosto 1850) è stata una principessa ottomana, figlia del sultano Mahmud II e della consorte Pervizfelek Kadın. Era sorellastra dei sultani Abdülmecid I e Abdülaziz I.

## Origini
Atiye Sultan nacque il 2 gennaio 1824 a Istanbul, nel Palazzo Topkapi. Suo padre era il sultano ottomano Mahmud II e sua madre la consorte Pervizfelek Kadın. Oltre ai vari fratellastri e sorellastre aveva due sorelle minori, Hatice Sultan, morta a 17 anni, e Fatma Sultan, morta a 10 anni.
Era la sorellastra più vicina ad Abdülmecid I, essendo di soli dieci mesi più giovane di lui. Spesso, da ragazza, si avventurava fuori dal palazzo con lui, vestita da ragazzo.
Da adulta, venne descritta come una ragazza intelligente e talentuosa, interessata alla letteratura e alla poesia. 

## Matrimonio
Essendo morto suo padre, fu suo fratello Abdülmecid, nuovo sultano, a organizzare il suo matrimonio.
Il 25 giugno 1840, a sedici anni, sposò Rodosizade Ahmed Fethi Pascià, che aveva trentanove anni, a cui era stata fidanzata l'8 gennaio. Lo sposo era al secondo matrimonio e aveva già due figli, Mehmed Besim Bey e Mahmud Celaeddin Paşah, che sposò Cemile Sultan, figlia di Abdülmecid; e tre figlie, Ferdane Hanım, Saliha Yeğane Hanım ed Emine Güzide Hanım.
La cerimonia fu officiata dal Shaykh al-Islām Mekkizade Mustafa Asım Efendi al Palazzo Dolmabahçe. La dote di Atiye consisteva in 1001 borse d'oro e i festeggiamenti durarono una settimana.
Inizialmente i due vissero al Palazzo Arnavutköyü, e in seguito nel Palazzo Kuruçeşme e nella Villa Eyüphan. Insieme ebbero due figlie. 

## Morte
Atiye Sultan morì l'11 agosto 1850 e venne sepolta nel mausoleo Mahmud II. 

## Discendenza
Dal suo matrimonio, Atiye Sultan ebbe due figlie:
- Seniye Hanımsultan (3 ottobre 1843 - 10 dicembre 1913). Sposò Hüseyin Hüsnü Pasha nel 1860 ed ebbe un figlio, Abdülkerim Paşah, il quale ebbe due figlie, Fahire Hanim e Radiye Hanim.
- Feride Hanımsultan (30 maggio 1847 - dicembre 1920). Sposò Mahmud Nedim Pasha nel 1868 ed ebbe un figlio, Mehmed Saib Bey.